# Illuerunnerit (Kangaatsiaq)
Illuerunnerit [ˌiɬːuɜˈʁunːɜʁit] (nach alter Rechtschreibung Igdluerúnerit; dänisch Gamle Egedesminde) ist eine wüst gefallene grönländische Siedlung im Distrikt Kangaatsiaq in der Kommune Qeqertalik.

## Lage
Illuerunnerit liegt am Ende eines unbenannten kleinen Fjords tief im Süden des Distrikts. Die nächsten bewohnten Orte sind Attu 33 km nördlich und Sisimiut 78 km südlich.

## Geschichte
Niels Egede plante die Gründung einer neuen Kolonie an einem Ort namens Mannuk. Wahrscheinlich meinte er Manermiut, und weil kein Grönländer wusste, welchen Ort er meinte, gründete er die Kolonie Egedesminde 1759 an der Stelle von Illuerunnerit. Es wurden ein Wohnhaus als Stockwerkgebäude und Fachwerkgebäude als Proviant- und Speckhaus errichtet. In der Kolonie lebten der Kaufmann, sein Assistent, ein Zimmermann, ein Böttcher und einige Arbeiter. Die Umgebung galt als malerisch und das Inland war reich an Seen mit Lachsen sowie Rentieren, während das Meer reich an Robben und Walrössern sowie Walen war. Es stellte sich jedoch heraus, dass die Jagd weniger erfolgreich war und die Bevölkerung weiter nördlich lebte. Deswegen wurde die Kolonie bereits 1763 nach Aasiaat versetzt. Illuerunnerit war danach nie wieder bewohnt.